# Helsen
Helsen ist der nach Einwohnerzahl drittgrößte Stadtteil von Bad Arolsen im nordhessischen Landkreis Waldeck-Frankenberg.

## Geographie
Helsen grenzt im Süden an die Kernstadt Bad Arolsen und liegt ungefähr 45 Kilometer westlich von Kassel auf einer Höhe von 286 m ü. NHN. Zwischen Helsen und Bad Arolsen fließt die Bicke. Die Bundesstraße 252 verläuft unmittelbar westlich des Orts.
Die Nachbarorte sind: Bad Arolsen, Massenhausen, Schmillinghausen, Mengeringhausen und Wetterburg.

## Geschichte

### Frühe Epoche bis 1618
Vermutlich um das Jahr 450 kam es zu ersten Besiedlungen im Gebiet des heutigen Helsen. Die älteste bekannte urkundliche Erwähnung von "Heliso" findet sich um das Jahr 850 in einer Grundstücksschenkung an das Klosters Corvey. Die adelige Familie Holthausen hatte 1200 vom Kloster Corvey eine Manse in Helsen zu Lehen. Die Familie führte zwei gekreuzte Streitkolben in ihren Wappen, überhöht von einer roten Rose. Conrad von Holthausen verkaufte 1234 Grundbesitz an das Kloster Aroldessen. Später gingen diese Güter an die Herren Rabe von Calenberg, die auch das Wappen übernahmen. Aus dem Jahr 1230 stammt der Nachweis einer zweiten Adelsfamilie, die den Namenszusatz „von Helsen“ führte und deren Wappen einen aufspringenden Hirschen zeigte. Die Pest im Jahr 1348 forderte unter der Bevölkerung große Opfer. Der Ort fiel im Verlauf der folgenden 30 Jahre durch Verkauf von Johann von Helsen an das benachbarte Kloster Aroldessen.
Von 1504 an führte eine Neubesiedlung mit zuerst sieben Siedlern aus dem Raum Madfeld und Dillenburg durch die Antoniter aus Grünberg (Hessen), die 1492/93 das Kloster Aroldessen übernommen hatten, zu neuem Aufschwung. Bereits vier Jahre später war die Einwohnerschaft auf 29 Siedler angestiegen. Im Zuge der Reformation säkularisierten die Grafen von Waldeck das Kloster Aroldessen, und der Ort kam wieder in den Besitz derer von Helsen. Einhergehend mit dem Bau einer Kapelle wurde eine Pfarrstelle eingerichtet, deren Inhaber gleichzeitig den Titel eines Hofpredigers erhielt.

### Mittelalter bis 1885
Mit dem Dreißigjährigen Krieg erlebte Helsen einen Niedergang, von dem es sich nur langsam erholte. In diese Zeit fällt auch die Gründung der Schützengesellschaft – die erste Erwähnung stammt aus dem Jahr 1626. Der Neubau der Renaissancekirche wurde 1653 begonnen, ihre Fertigstellung konnte 1687 gefeiert werden. Die künstlerische Verglasung der Ostfenster in der Kirche wurden nach 1895 von der Marburger Glasmalerei-Werkstatt K.J. Schultz-Söhne geschaffen.
Fürst Georg Friedrich von Waldeck betrieb im Jahr 1681 die Neugründung der Schützengesellschaft und begann den Bau des Schlösschens Charlottenthal, benannt nach seiner Frau, ab 1711 nach der Ehefrau Friedrich Anton Ulrichs von Waldeck Schloss Louisenthal genannt, 1725 abgerissen, am Südwestende der Gemarkung. Den Durchzug eines kaiserlichen Regiments wehrten Milizeinheiten und Angehörige der Schützengesellschaft im Jahre 1720 unter hohen Verlusten ab.
Der Bau des Arolser Schlosses und die beginnende Stadtentwicklung Arolsens führte ab 1720 zu vermehrtem Zuzug und Vollbeschäftigung, allerdings fehlte weiterhin das passende Umfeld für industrielle Ansiedlungen. Dies führte im Verlauf der Jahre zunehmend zu Abwanderungen vor allem jüngerer Bürger nach Westfalen, in das Rheinland, in die Niederlande und nach Nordamerika. Dennoch stieg zwischen 1700 und 1861 die Einwohnerzahl von 354 auf 1049.

### Neuzeit bis heute
Im Jahr 1885 wurde der Arbeiter-Sportverein (später TUS Helsen) und 1889 die Freiwillige Feuerwehr Helsen gegründet (der Brandschutz war bis dahin gemeindlich organisiert).
Die Moderne begann am 1. Mai 1890, als der damalige Kaiser Wilhelm II. nach Fertigstellung des ersten Teilstücks der Bahnstrecke Warburg–Sarnau den Bahnhof Arolsen mit der ersten Ankunft eines Eisenbahnzugs aus Warburg feierlich eröffnete. Diese Bahnlinie wurde auf der Gemarkungsfläche von Helsen um den Norden und Westen von Arolsen in einem Bogen herumgeführt, sodass sich auch der Bahnhof Arolsen in der Gemarkung von Helsen befand. Das Jahr 1905 sah die Übernahme der kurz zuvor in privater Hand, aber auf genossenschaftlicher Basis errichteten ersten Helser Wasserleitung durch die Gemeinde. Das Quellgebiet lag im Katergrund und im Wengekergrund. Das Wasser war besonders weich und deshalb gut geeignet für die damaligen Dampflokomotiven.
Nach dem Ende des Zweiten Weltkriegs stieg die Einwohnerzahl Helsens durch die Aufnahme von Flüchtlingen auf 2100 und der Ort wuchs mit der damals noch nicht zum „Bad“ aufgestiegenen Stadt Arolsen baulich zusammen. Das ursprünglich bäuerlich geprägte Helsen wandelte sich seitdem zu einer Wohngemeinde.
Hessische Gebietsreform (1970–1977)
Im Zuge der Gebietsreform in Hessen fusionierten die bis dahin selbständige Gemeinde Helsen und die Stadt Arolsen auf freiwilliger Basis zum 1. November 1970 zur erweiterten Stadt Arolsen. Dadurch wurde Helsen ein Stadtteil von Arolsen.
Für Helsen, wie für alle durch die Gebietsreform eingegliederten Gemeinden, wurden Ortsbezirke mit Ortsbeirat und Ortsvorsteher nach der Hessischen Gemeindeordnung gebildet.

### Verwaltungsgeschichte im Überblick
Die folgende Liste zeigt die Staaten und Verwaltungseinheiten, in denen Helsen lag:
- 1182: Heiliges Römisches Reich, Klostervogtei Arolsen
- 1239: Heiliges Römisches Reich, Grafschaft Everstein, Gericht Donnersberg
- 1537 und später: Heiliges Römisches Reich, Grafschaft Waldeck, Amt Arolsen
- ab 1712: Heiliges Römisches Reich, Fürstentum Waldeck, Amt Arolsen
- ab 1807: Fürstentum Waldeck, Amt Arolsen
- ab 1815: Fürstentum Waldeck, Oberamt der Diemel
- ab 1816: Fürstentum Waldeck, Oberjustizamt der Diemel
- ab 1850: Fürstentum Waldeck-Pyrmont (seit 1849), Kreis der Twiste (Sitz bis 1857 in Mengeringhausen, dann in Arolsen)[Anm. 1]
- ab 1867: Fürstentum Waldeck-Pyrmont (Akzessionsvertrag mit Preußen), Kreis der Twiste
- ab 1871: Deutsches Reich, Fürstentum Waldeck-Pyrmont, Kreis der Twiste
- ab 1919: Deutsches Reich, Freistaat Waldeck-Pyrmont, Kreis der Twiste
- ab 1929: Deutsches Reich, Freistaat Preußen, Provinz Hessen-Nassau, Regierungsbezirk Kassel, Kreis der Twiste
- ab 1942: Deutsches Reich, Freistaat Preußen, Provinz Hessen-Nassau, Regierungsbezirk Kassel, Landkreis Waldeck
- ab 1944: Deutsches Reich, Freistaat Preußen, Provinz Kurhessen, Regierungsbezirk Kassel, Landkreis Waldeck
- ab 1945: Deutsches Reich, Amerikanische Besatzungszone, Groß-Hessen, Regierungsbezirk Kassel, Landkreis Waldeck
- ab 1946: Deutsches Reich, Amerikanische Besatzungszone, Hessen, Regierungsbezirk Kassel, Landkreis Waldeck
- ab 1949: Bundesrepublik Deutschland, Hessen, Regierungsbezirk Kassel, Landkreis Waldeck
- ab 1970: Bundesrepublik Deutschland, Hessen, Regierungsbezirk Kassel, Landkreis Waldeck, Stadt Bad Arolsen
- ab 1974: Bundesrepublik Deutschland, Hessen, Regierungsbezirk Kassel, Landkreis Waldeck-Frankenberg, Stadt Bad Arolsen

## Bevölkerung

### Einwohnerstruktur 2011
Nach den Erhebungen des Zensus 2011 lebten am Stichtag dem 9. Mai 2011 in Helsen 1854 Einwohner. Darunter waren 117 (6,3 %) Ausländer.
Nach dem Lebensalter waren 312 Einwohner unter 18 Jahren, 804 waren zwischen 18 und 49, 393 zwischen 50 und 64 und 345 Einwohner waren älter. Die Einwohner lebten in 804 Haushalten. Davon waren 250 Singlehaushalte, 231 Paare ohne Kinder und 237 Paare mit Kindern, sowie 72 Alleinerziehende und 21 Wohngemeinschaften. In 165 Haushalten lebten ausschließlich Senioren und in 552 Haushaltungen leben keine Senioren.

### Einwohnerentwicklung
Quelle: Historisches Ortslexikon
- 1620: 55 Häuser
- 1650: 32 Häuser
- 1738: 69 Häuser
- 1770: 110 Häuser, 620 Einwohner

| Helsen: Einwohnerzahlen von 1770 bis 2015 | Helsen: Einwohnerzahlen von 1770 bis 2015 | Helsen: Einwohnerzahlen von 1770 bis 2015 | Helsen: Einwohnerzahlen von 1770 bis 2015 | Helsen: Einwohnerzahlen von 1770 bis 2015 |
| --- | ----------------------------------------- | ----------------------------------------- | ----------------------------------------- | ----------------------------------------- |
| Jahr |                                           |                                           |                                           | Einwohner                                 |
| 1770 | 1770                                      |                                           | 620                                       | 620                                       |
| 1800 | 1800                                      |                                           | ?                                         | ?                                         |
| 1834 | 1834                                      |                                           | 915                                       | 915                                       |
| 1840 | 1840                                      |                                           | 961                                       | 961                                       |
| 1846 | 1846                                      |                                           | 996                                       | 996                                       |
| 1852 | 1852                                      |                                           | 1.108                                     | 1.108                                     |
| 1858 | 1858                                      |                                           | 1.026                                     | 1.026                                     |
| 1864 | 1864                                      |                                           | 1.090                                     | 1.090                                     |
| 1871 | 1871                                      |                                           | 947                                       | 947                                       |
| 1875 | 1875                                      |                                           | 869                                       | 869                                       |
| 1885 | 1885                                      |                                           | 823                                       | 823                                       |
| 1895 | 1895                                      |                                           | 820                                       | 820                                       |
| 1905 | 1905                                      |                                           | 866                                       | 866                                       |
| 1910 | 1910                                      |                                           | 828                                       | 828                                       |
| 1925 | 1925                                      |                                           | 871                                       | 871                                       |
| 1939 | 1939                                      |                                           | 846                                       | 846                                       |
| 1946 | 1946                                      |                                           | 1.614                                     | 1.614                                     |
| 1950 | 1950                                      |                                           | 1.602                                     | 1.602                                     |
| 1956 | 1956                                      |                                           | 1.534                                     | 1.534                                     |
| 1961 | 1961                                      |                                           | 1.545                                     | 1.545                                     |
| 1967 | 1967                                      |                                           | 2.022                                     | 2.022                                     |
| 1980 | 1980                                      |                                           | ?                                         | ?                                         |
| 1990 | 1990                                      |                                           | ?                                         | ?                                         |
| 2000 | 2000                                      |                                           | ?                                         | ?                                         |
| 2011 | 2011                                      |                                           | 1.854                                     | 1.854                                     |
| 2015 | 2015                                      |                                           | 1.932                                     | 1.932                                     |
| Datenquelle: Historisches Gemeindeverzeichnis für Hessen: Die Bevölkerung der Gemeinden 1834 bis 1967. Wiesbaden: Hessisches Statistisches Landesamt, 1968. Weitere Quellen: LAGIS; Zensus 2011 |                                           |                                           |                                           |                                           |

### Historische Religionszugehörigkeit
| • 1885: | 734 evangelische (= 89,51 %), 64 katholischer (= 7,80 %), 22 jüdische (= 2,68 %) Einwohner |
| • 1961: | 1195 evangelische (= 77,35 %), 303 katholische (= 19,61 %) Einwohner                       |

## Wappen
Am 29. Juni 1970 wurde der Gemeinde Helsen im damaligen Landkreis Waldeck ein Wappen mit folgender Blasonierung verliehen: In Rot ein nach rechts gewandter Hirschkopf mit zwölfendigem Geweih.

## Kultur und Sehenswürdigkeiten
Besonders sehenswert ist der Palmenaltar der Helser Kirche, der den Wahlspruch des Waldecker Fürstenhauses versinnbildlicht: „Palma sub pondere crescit“ (deutsch: „Die Palme wächst unter der Last“). Die Helser Kirche war bis Mitte des 18. Jahrhunderts die Hofkirche des Fürstenhauses.

### Regelmäßige Veranstaltungen
Die wichtigste Veranstaltung in Helsen ist das alle vier Jahre veranstaltete Freischießen (früher: Schützenfest), das zuletzt Pfingsten 2018 stattfand. Weitere wichtige Feste sind das alljährliche Brückenfest sowie Themenfeste der Helser Heimatstube zu alten Berufen aus dem Helser Umfeld.

### Sport und Vereine
Neben dem Helser Sportverein, dem TUS Helsen, gibt es noch die Helser Schützengesellschaft, sowie die Freiwillige Feuerwehr Helsen.

## Wirtschaft
In Helsen wurde 1929 die Firma HEWI von Heinrich Wilke gegründet – die Verwaltung der Firma ist immer noch in Helsen ansässig, während die Produktion in den Arolser Ortsteil Mengeringhausen verlegt wurde.

## Persönlichkeiten
- Heute bekanntester Sohn des Ortes ist der Chirurg August Bier (* 24. November 1861 in Helsen; † 12. März 1949 in Sauen), der auch Marineobergeneralarzt der Wehrmacht war. Seit einigen Jahren verleiht sein Geburtsort die Prof.-Bier-Plakette an Personen, die sich um den Heimatort Helsen verdient gemacht haben.
- Franz Johannes Wilhelm Weskamm (* 13. Mai 1891 in Helsen; † 21. August 1956 in Berlin) war von 1951 bis 1956 römisch-katholischer Bischof von Berlin.
- In Helsen wurde der Mecklenburg-Strelitzer Hofbaumeister und Bildhauer Christian Philipp Wolff geboren (* 17. Juli 1772; † 27. August 1820 in Berlin). Wolff hatte in Helsen, wie Christian Daniel Rauch, beim waldeckischen Hofbildhauer Friedrich Valentin den Bildhauerberuf erlernt. Berühmt wurde er, da er die Totenmaske der preußischen Königin Luise von Mecklenburg-Strelitz in Hohenzieritz abnahm. Er fertigte auch die ersten Büsten der Toten und den Louisentempel im dortigen Schlossgarten. Er ist der Vater des Bildhauers Albert Wolff. (Vgl. Konrad Hustaedt, Christian Philipp Wolff. Das Carolinum 26.31, 1960, 41–45.)
- Ebenfalls in Helsen wurde der Trompeter Walter Scholz (* 15. April 1938) geboren.